# Западная сторона
«За́падная сторона́» (англ. Westside) — американский телевизионный пилот, созданный Байроном Баласко, разрабатываемый Айлин Чайкен и продюсируемый Макджи, Айлин Чайкен, Питером Джонсоном и Баласко для канала ABC. Проект является современной версией «Ромео и Джульетты». Пилот был ранним лидером, однако канал решил не заказывать его, когда оборот набрала драма «Измена», сестринской ABC Studios.

## Производство
ABC купил сценарий пилотного эпизода, написанного Байроном Баласко и производства Макджи, в августе 2012 года. Шоу описывалось как богатая мыльная опера о имущих и неимущих, в основе которой классическая история повести «Ромео и Джульетта» Уильяма Шекспира. Сюжет вращается вокруг двух соперничающих семьях, живущих в Венеции, районе Лос-Анджелеса. История начинается с того, что главная героиня шоу Софи влюбляется в сына заклятого врага своей семьи Криса.
22 января 2013 года ABC заказал съемки пилотного эпизода, а место режиссёра занял Макджи. Кастинг на основные роли начался в феврале. Дженнифер Билз первой была утверждена на роль в проекте 12 февраля 2013 года. Она играет Лизу Карвер, матриарха семейства Карверов и мать главного героя. Одновременно с Билз к проекту присоединилась Айлин Чайкен, ранее работавшая с актрисой в сериале «Секс в другом городе», в качестве шоураннера и исполнительного продюсера наравне с Макджи. Неделю спустя было объявлено, что Одетт Эннэйбл будет играть роль протагониста сериала Софи Нэнс, а Брюс Гринвуд её властного отца Горди Нэнса. 13 марта австралийский актёр Люк Брейси был утвержден на главную мужскую роль в пилоте. Он играет сына Дженнифер Билз — «молодого и сексуального» Криса Карвера, шесть лет отсидевшего в тюрьме за хранение марихуаны. На следующий день Лекси Эйнсуорт получила роль Нико, дочери героини Дженнифер Билз, а следом Бруклин Судано присоединилась к шоу в роли подруги Криса Карвера Джесс.

## Актёры и персонажи
- Одетт Эннабл — Софи Нэнс
- Люк Брейси — Крис Карвер
- Дженнифер Билз — Лиза Карвер
- Брюс Гринвуд — Горди Нэнс
- Линкольн Льюис — Шили Карвер[15]
- Майкл Грациадей — Джош Нэнс[16]
- Дин Уинтерс — Робби Карвер[17]
- Лекси Эйнсуорт — Нико Карвер
- Бруклин Судано — Джесс